# 松本友 (漫畫家)
松本友（マツモトトモ，1月8日—），日本少女漫畫家，出生於大阪，血型A型，出道作品為（1995年3月10日號）。

## 主要作品
- KISS：一吻定情（單行本共8冊）
- 23:00～夜晚11點～（單行本1冊）
- 美女是野獸（單行本共5冊）
- 英會補習大作戰（單行本共2冊）
- Beauty Honey於日本漫畫月刊LaLa連載（2007.02）
- Bonze Love(於月刊連載中)
- inferno(於日本双月刊ANE LaLa连载中)

## 外部連結
- 松本友專訪（日文）